# Siegfried Sassoon
Siegfried Loraine Sassoon (Brenchley, Matfield, Kent, Anglia, 1886. szeptember 8. – Heytesbury, Wiltshire, Anglia, 1967. szeptember 1.), angol költő és író.
Elsősorban háborúellenes írásai és költeményei miatt ismert.
Hatalmas feltűnést keltett 1917-ben, amikor kitüntetettként háborúellenes felhívást tett közzé:
„E nyilatkozatommal nyíltan szembeszegülök a hadvezetéssel, mert úgy gondolom, a háborút szándékosan elnyújtják azok, akiknek hatalmában állna végét vetni. Katona vagyok magam is, s hiszem, hogy bajtársaim nevében szólok. Úgy gondolom, ez a háború, melyet védelmi és felszabadító háborúnak tudtam, mikor részt vállaltam benne, támadó, hódító háborúvá fajult. Úgy gondolom, a célok, melyekért bajtársaimmal készek voltunk küzdeni, egyértelműbb megfogalmazást kívántak volna, hogy változtatni rajtuk ne lehessen; ha nem módosulnak, törekvéseinket tárgyalások útján is érvényesíthetnénk. Tanúja és részese voltam a hadsereg szenvedéseinek, s nem nézhetem tétlenül, hogy e szenvedéseket olyan célkitűzésekért szaporítsák, melyek meggyőződésem szerint gonoszak és igaztalanok. Nem a háborúzás, hanem a politika tévedései és hazugságai ellen tiltakozom, melyekért katonák ontják vérüket. Azok nevében, akiknek jelenleg is gyötrelem az osztályrészük, felemelem szavam a szemfényvesztés ellen, melynek áldozatai; s remélem, kikezdhetem hátországbeli honfitársaim zömének kőszívű önelégültségét is, akik napirendre térnek e nem szűnő kínszenvedés felett, mert nem érzik saját bőrükön, és képzeletük szegényesebb, hogysem felmérhetné.”

## Élete
Apja, Alfred, gazdag zsidó kereskedőcsaládból származott, viszont az örökségből kitagadták, amikor nem zsidó vallású személlyel, egy külföldivel házasodott össze.
Anyja, Theresa, a Thornycroft család sarja volt, akik több fontos státuszt töltöttek be az akkori Angliában.
A család vérében soha nem folyt német vér, a Siegried keresztnevet a Richard Wagner operáiért rajongó édesanyja adta neki. Sassoon a középső nevét az anglikán papjuk neve után kapta.
A családban három gyerek közül a másodikként született meg. Öccse az első világháborúban esett el Gallipolinál.
Sassoon a Marlborough Collegeben, Wiltshireben és a cambridgei Clare Collegeben végezte tanulmányait, ahol történelmet és jogot tanult 1905 és 1907 között. Azonban csak hallgató maradt, mert abbahagyta a tanulmányait és nagyvilági életet élt: vadászott, krikettezett, magánkiadásban kiadott verseket írt, melyek ekkor még nem arattak elismerést.
Jövedelme elég volt ahhoz, hogy ne kelljen dolgozni, de nem volt elég extravagáns életvitele finanszírozásához. Első sikeres írása egy paródia volt: John Masefield írásának, a "The Everlasting Mercy" paródiája, "The Daffodil Murderer" címmel, melyet 1913-ban publikált "Saul Kain" írói álneven.
Hazafias érzelmektől vezettetve jelentkezett a hadseregbe, és két nappal az I. világháború kitörése előtt 1914. augusztus 2-án a lovassághoz került. A katonaság alatt, mielőtt még csapata elhagyta volna Angliát, lovasbalesetet szenvedett, és csak 1915 tavaszán gyógyult meg. 1915 májusában, felgyógyulása után a Royal Welch Fusiliers-hez került tiszti beosztásban, és november 1-jén a nyugati frontra vezényelték őket, Franciaországba, az I. zászlóaljhoz. Itt az „Örült Jack” becenevet kapta bajtársaitól vakmerősége miatt. Ekkor találkozott Robert Graves-szel is. A háborúban több helyen is harcolt csapatával, hősiességéért Hadikereszttel tüntették ki.
Július végén szabadságot kapott, Londonban ekkor találkozott Robert Ross-szal. 1917 februárjában tért vissza, rubeolás lett, áprilisban, gyógyulása után a frontra került. A Hindenburg-fronton hat bajtársával elfoglalt egy lövészárkot, megsebesült, de mindaddig tartották az állást, amíg össze nem esett. Ezért a tettéért a Victoria-keresztre terjesztették föl.
Visszatért Angliába gyógykezeltetni magát. Itt több háborúellenes képviselővel találkozott, köztük Bertrand Russell-lel. Felvette a kapcsolatot Robert Graves-szel is, aki bizalmas barátja lett.
Háborúellenes lett, felhívást tett közzé az értelmetlen és jogtalan háború miatt („Soldier's Declaration”).
A háborúellenesség megjelent költészetében, "The Old Huntsman" című munkája komoly vitát gerjesztetett.
Robert Graves segítségével az edinburghi Craiglockhart Hospitalba került, ahol találkozott Wilfred Owennel (akinek műveit a háború után kiadta, így lett belőle a háború költészet egyik legjelentősebb költője). A kórházban W. H. Rivers, a kor híres ideggyógyásza kezelte.
Novemberben egészségesnek nyilvánították és visszaküldték csapatához.
Háborúellenessége fokozódott barátainak halála miatt is (David Cuthbert Thomas, Owen).
1918-ban csapatát a hadszíntér különböző helyeire küldték, így januárban Limerickbe, februárban Palesztina területére, májusban megint a nyugati fronton, Franciaországban, Mercatel közelébe, majd St. Florisba. Július 13-án őrültsége visszatért, amikor egyedül, minden segítség nélkül akarta megtámadni a németeket. Megsebesült és visszaküldték Angliába.
1919-ben betegállományba volt, majd véglegesen leszerelték.
A háború alatt Sassoon sok emberrel találkozott, és a szocialista eszmék hatása alá került. Oxfordi tartózkodása alatt költőtársaival való találkozása mellett a „Labour”-ral is felvette a kapcsolatot, szerkesztője lett a Daily Heraldnak.
Londonban élt, felolvasóestekre ment az USA és Európa területére.
1923-ban, Walesben felkereste egyik kedvence, Henry Vaughan sírját, ekkor írta meg egyik legismertebb költeményét „Henry Vaughan sírjánál” címmel.
1926 és 1933 között szerelmi viszonyt tartott fenn Stephen Tennanttel, amelyről naplójában részletesen beszámolt.
1928-ban önéletrajzi alapú könyv megírásába kezdett „Memoirs of a Fox-Hunting Man” címmel, mely egy nagyobb kötet-sorozattá alakult a későbbiekben. A könyv 1929-ben díjat kapott. Folytatása a „Memoirs of an Infantry Officer” (1930) és a „Sherston's Progress” (1936) c. művei.
1933-ban, sok ember meglepetésére összeházasodott Hester Gattyvel, egyetlen fia, George 1936-ban született meg. Házasságuk a második világháború befejezése után felbomlott 1945-ben.
Ezután elzárkózott a világától, Wiltshire-be költözött, áttért a katolikus hitre. Wiltshireben élt és alkotott egészen haláláig.

## Művei

### Versek
- The Daffodil Murderer (1913)
- The Old Huntsman (1917)
- Counter-Attack (1918)
- Picture-Show (1919)
- War Poems (1919)
- Aftermath (1920)
- Recreations (1923)
- Lingual Exercises for Advanced Vocabularians (1925)
- Selected Poems (1925)
- Satirical Poems (1926)
- The Heart's Journey (1928)
- Poems by Pinchbeck Lyre (1931)
- The Road to Ruin (1933)
- Vigils (1935)
- Rhymed Ruminations (1940)
- Poems Newly Selected (1940)
- Collected Poems (1947)
- Common Chords (1950/1951)
- Emblems of Experience (1951)
- The Tasking (1954)
- Sequences (1956)
- Lenten Illuminations (1958)
- The Path to Peace (1960)
- Collected Poems 1908-1956 (1961)
- The War Poems ed. Rupert Hart-Davis (1983)

### Prózai művek
- Memoirs of a Fox-Hunting Man (1928)
- Memoirs of an Infantry Officer (1930)
- Sherston's Progress (1936)
- Complete Memoirs of George Sherston (1937)
- The Old Century (1938)
- On Poetry (1939)
- The Weald of Youth (1942)
- Siegfried's Journey (1945)
- Meredith (1948)